# Dinocrocuta
Genre
Dinocrocuta est un genre fossile de grands carnivores féliformes de la famille éteinte des Percrocutidae, qui vivait en Eurasie et en Afrique du Nord au Miocène supérieur, il y a entre 7 et 5 millions d'années.

## Historique
Le genre Dinocrocuta a été créé en 1975 par le paléontologue allemand Norbert Schmidt-Kittler (d).

## Description

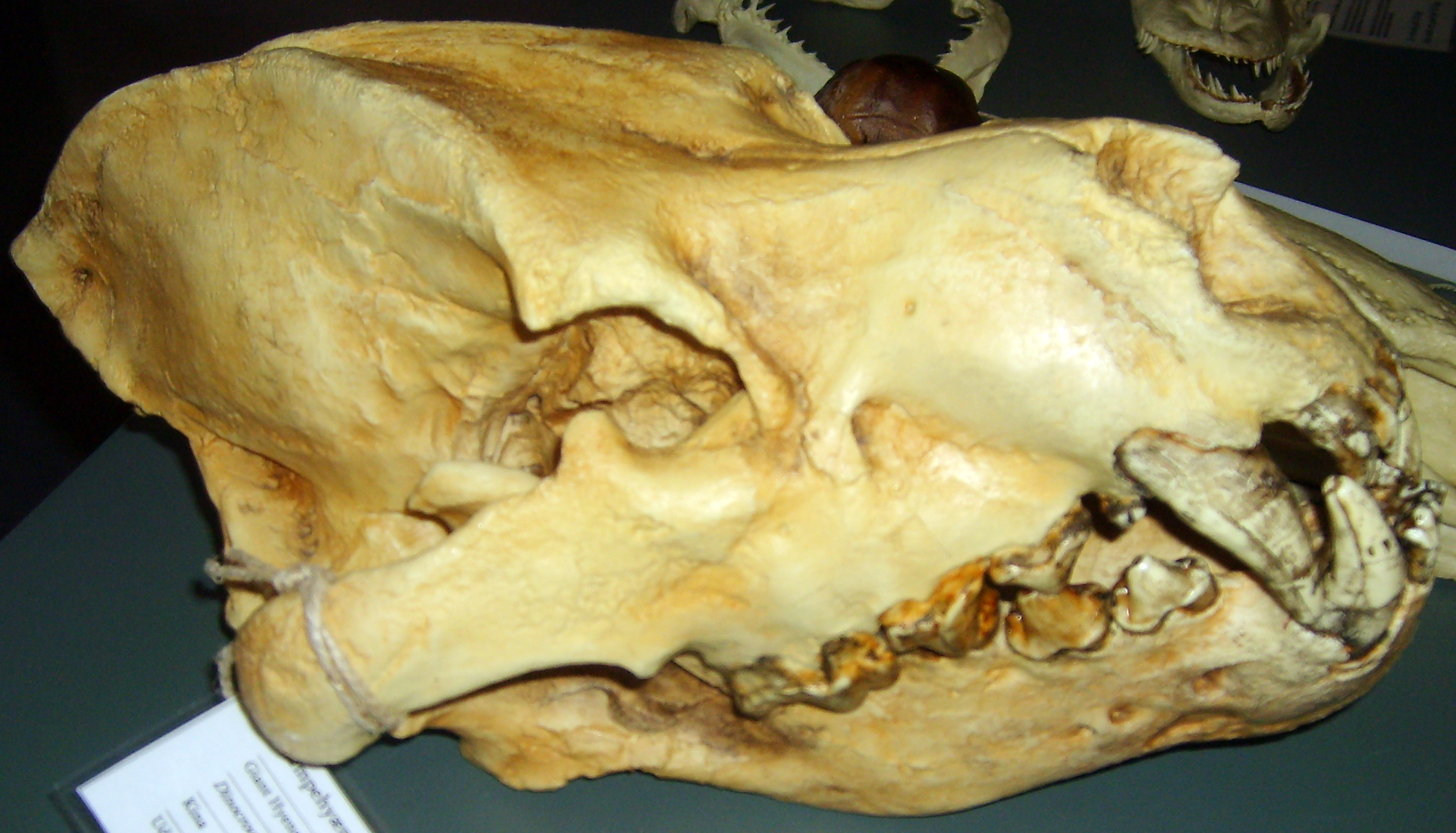
Crâne de Dinocrocuta gigantea au Musée national du Danemark

La plus grande espèce du genre, Dinocrocuta gigantea, atteignait une longueur de 1,90 m et une hauteur au garrot de 1,30 m pour les plus grands individus, avec une longueur totale du crâne de 43 cm,. Le poids du spécimen holotype est évalué à environ 200 kg. Sur la base de ce petit spécimen, les plus gros spécimens de cette espèce auraient atteint des poids proches de 300 kg, ce qui est comparable à la masse de la plus grande sous-espèce de tigre, ainsi que de plusieurs amphicyonidés et ursidés. Les autres espèces étaient de taille plus petite, mais toujours assez grandes comparées aux espèces de hyènes actuelles.

## Aire géographique
Dinocrocuta était présent dans la majeure partie de l'Eurasie ainsi qu'en Afrique du Nord. D. gigantea a été trouvé dans toute l'Eurasie méridionale, de la Chine à l'Espagne,,. D. algeriensis était présent en Afrique du Nord, et D. senyureki au Tibet.

## Liste des espèces
- † Dinocrocuta algeriensis
- † Dinocrocuta gigantea
- † Dinocrocuta salonicae
- † Dinocrocuta senyureki